# Oksana Prodan

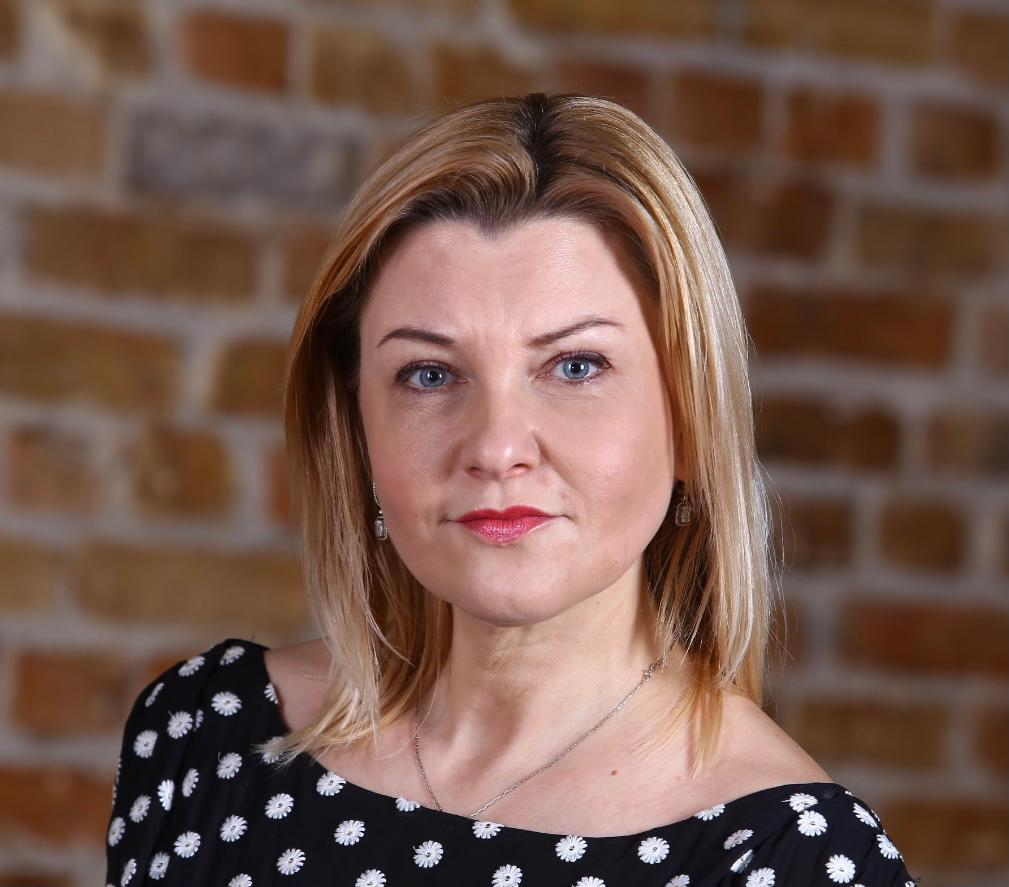
Oksana Prodan (2021)

Oksana Petriwna Prodan (ukrainisch Оксана Петрівна Про́дан, * 16. April 1974 in Czernowitz, Oblast Tscherniwzi, Ukrainische SSR) ist eine ukrainische Unternehmerin und Politikerin der Partei Block Petro Poroschenko.

## Biografie
Oksana Petriwna Prodan wurde am 16. April 1974 in Czernowitz geboren. Im Jahr 1996 schloss sie ihr Studium der Außenwirtschaftslehre an der Nationalen Jurij-Fedkowytsch-Universität Czernowitz ab. Von 1996 bis 2001 arbeitete sie als Rechtsberaterin und Ökonomin der Frachttransportfirma JSC Ukrtrans-Chernivtsi. Im Jahr 2000 absolvierte sie ihr Studium der Wirtschaftsprüfung an der Nationalen Akademie der Statistik, Rechnungswesen und Betriebsprüfung in Kiew und erhielt ihre amtliche Zulassung als Wirtschaftsprüferin. Im Jahr 2002 schloss sie ihr Rechtswissenschaftsstudium an der Universität Czernowitz ab. Ab 2004 war sie die stellvertretende Direktorin der Firma Ukrtrans-Chernivtsi.
Im Jahr 2005 wurde sie zur stellvertretenden Vorsitzenden des Rates für ausländische Wirtschaftsaktivitäten des Ministerkabinetts der Ukraine ernannt. Von Juni 2008 bis Mai 2010 war sie die Vorsitzende des Rates der Unternehmer des Ministerkabinetts. Von Mai 2010 bis Dezember 2011 war sie die Vorsitzende des Komitees für Unternehmerschutz, das von Vertretern des BJuT gegründet wurde.
Bei der Parlamentswahl in der Ukraine 2012 war Prodan auf Listenplatz 4 der Partei UDAR und wurde als Abgeordnete in die Werchowna Rada gewählt. Dort wurde sie zur Leiterin des parlamentarischen Komitees für Besteuerung und Zoll ernannt. Im Oktober 2013 wurde Prodan von der Ermittlungsabteilung der Kiewer Polizei als Zeugin bei der Untersuchung einer möglichen Verfälschung des Textes des Gesetzesentwurfs zur Abgabenordnung befragt.
Bei der Parlamentswahl in der Ukraine 2014 war Prodan auf Listenplatz 15 der Partei Block Petro Poroschenko.

## Privates
Prodan ist verheiratet und hat zwei Töchter.